# 莫伊斯堡
莫伊斯堡是德国下萨克森州的一个市镇。总面积11.25平方公里，总人口1792人，其中男性899人，女性893人（2011年12月31日），人口密度159人/平方公里。